# رالي تشيلي 2019
رالي تشيلي 2019 هو سباق رالي أقيم في الفترة من 9 إلى 12 مايو 2019 في تالكاهوانو، تشيلي. تكون الرالي من 16 مرحلة. فاز أوت تاناك ببطولة السائقين.